# June Almeida
June Dalziel Hart, conocida como June Almeida (Glasgow, 5 de octubre de 1930-Bexhill-on-Sea, 1 de diciembre de 2007) fue una viróloga escocesa que, con escasa educación formal, se convirtió en doctora en ciencia y fue pionera en la identificación, el diagnóstico y la obtención de imágenes de virus. Fue la primera persona que vio un coronavirus en un microscopio. Además, produjo las primeras imágenes del virus de la rubeola. Publicó, para la Organización Mundial de la Salud, el Manual de diagnóstico rápido de virus en el laboratorio.

## Trayectoria

### Primeros años
Nació en el número 10 de la calle Duntroon de Glasgow, y sus padres fueron Jane Dalziel (de soltera Steven) y Harry Leonard Hart, conductor de autobús. A pesar de su solidez académica, dejó el colegio a los dieciséis años porque no tenía los medios financieros para asistir a la universidad en ese momento, y entró a trabajar como técnica en histopatología en la Glasgow Royal Infirmary. En ese momento, se trasladó al Hospital St Bartholomew, Londres, para continuar su carrera. El 11 de diciembre de 1954, se casó con Enrique Rosalio (Henry) Almeida, un artista venezolano con quien tuvo una hija, Joyce. Se mudaron a Canadá, donde trabajó en el Ontario Cancer Institute como electromicroscopista. A pesar de que tenía pocas cualificaciones formales, fue promovida, debido a sus capacidades.

### Primeros trabajos
Las publicaciones le reconocieron su trabajo sobre la identificación de estructuras virales. Sus capacidades fueron reconocidas por A. P. Waterson, profesor de microbiología en la escuela St Thomas's Hospital Medical School, quien la persuadió para regresar a Inglaterra para trabajar en el hospital. Desarrolló un método para mejorar la visualización de los virus, utilizando anticuerpos para agregarlos. Trabajó sobre el virus de la hepatitis B y con un virus catalogado (pero nunca observado) como B814 responsable del resfriado común.
Almeida generó las primeras imágenes del virus de rubeola utilizando un microscopio electrónico. David Tyrrell y Almeida trabajaron en la caracterización de un nuevo tipo de coronavirus. June lo describió como «rodeado por un halo, como una corona solar» y ambos lo denominaron coronavirus.

### Reconocimientos
Almeida siguió a Waterson a la escuela Postgraduate Medical School en Londres, donde reconocieron y premiaron sus contribuciones a artículos estuvieron con un doctorado. Acabó su carrera en el Wellcome Institute. Mientras trabajaba en el Wellcome Institute, fue nombrada en varias patentes en el campo de obtención de imágenes de virus. En 1970, Albert Kapikian estuvo seis meses en el Reino Unido donde, por sugerencia de su jefe, estudió las técnicas de Almeida. Al volver a los Estados Unidos, Kapikian utilizó estas técnicas para identificar una causa de gastroenteritis no bacteriana, el virus Norwalk.

### Imágenes del VIH
Dejó el Wellcome Institute y empezó a enseñar yoga, pero regresó como asesora a finales de los años 80, cuando ayudó a tomar las primeras imágenes del virus de VIH. Publicó el Manual de diagnóstico rápido de virus en el laboratorio, en 1979, para la Organización Mundial de la Salud.

## Fallecimiento
Falleció en Bexhill-on-Sea de un infarto, a los setenta y siete años, el 1 de diciembre de 2007.

## Legado y coronavirus
Con la llegada de la pandemia de COVID-19 en 2019-20, su investigación volvió a estar de actualidad. La BBC describió a Almedia como "la mujer que descubrió el primer coronavirus." El profesor Hugh Pennington se dio cuenta de que los investigadores chinos habían utilizado sus técnicas para identificar el COVID-19 y su trabajo había ayudado a su identificación temprana, «Sin duda, es una de las científicas escocesas más destacadas de su generación, pero lamentablemente olvidada en gran parte», dijo Pennington en una entrevista con The Herald. «Aunque, irónicamente, este brote de COVID-19 ha vuelto a arrojar luz sobre su trabajo».